# 安平拓馬
安平 拓馬（やすひら たくま、1996年10月31日 - ）は、富山県氷見市出身のハンドボール選手。日本ハンドボールリーグの大崎電気所属。

## 経歴
氷見市立西條中学校時代はJOCジュニアオリンピックカップで優秀選手に選ばれた。
中学卒業後は富山県立氷見高等学校へ進学。2012年は日本代表U-16に選出された。
2014年は第6回アジアユース選手権の日本代表U-19に選出。同年の全国高等学校総合体育大会ハンドボール競技大会では優秀選手に選ばれた。
高校卒業後は日本体育大学へ進学。2015年は第6回ユース世界選手権の日本代表U-19に選出された。6月には第3回U-22東アジア選手権の日本代表に選ばれた。
2016年は第15回男子ジュニアアジア選手権の日本代表U-21に選出。
2018年の関東学生ハンドボール・春季リーグでは敢闘賞を受賞。秋季リーグでは優秀選手に選ばれた。
2019年1月に日本ハンドボールリーグの大崎電気へ加入。

## 詳細情報

### 年度別成績
| 年       | チーム   | 試合 | フィールド 得点 | 率 | 7m | 合計 | 警告 | 退場 | 失格 |
| -------- | -------- | ---- | --------------- | -- | -- | ---- | ---- | ---- | ---- |
| 2018-19  | 大崎電気 | 0    | -               | -  | -  | -    | -    | -    | -    |
| JHL：1年 | JHL：1年 | 0    | -               | -  | -  | -    | -    | -    | -    |

### 記録

#### 日本ハンドボールリーグ
- フィールドゴール初得点：2019年7月15日、対ゴールデンウルヴス福岡戦（グローバルアリーナ）[11]

### 背番号
- 15 (2019年 - )

## 代表歴

### 日本代表U-22
- U-22東アジア選手権 (2015年)

### 日本代表U-21
- ジュニアアジア選手権 (2016年)

### 日本代表U-19
- ユース世界選手権 (2015年)
- ユースアジア選手権 (2014年)

### 日本代表U-16
- 日韓スポーツ交流 (2012年)